# Бибизм
Бибизм (ивр. ביביזם‎) — политическое клише в израильской политике, связаное с политикой главы правительства Израиля Беньямина Нетаньяху. В израильском политическом дискурсе понятие подразумевает безусловную поддержку Нетаньяху и противостояние его противникам.

## Определение
Согласно определению профессора социологии Сами Самухи, лауреата премии Израиля 2008 года, бибизм — это разновидность правого популизма, претендующая на то, чтобы быть истинным народным движением в борьбе против других движений и элит. Лидер позиционирует себя как харизматичный представитель нации, получая сильную поддержку благодаря своей личности, используя национализм, подстрекательство, навешивание ярлыков на политических оппонентов как на врагов и беря на себя обязательство освободить народ от институциональной гегемонии.
По оценке Самухи, Нетаньяху — лидер-популист, единоличный правитель «Ликуда», борющийся против гегемонии левоцентристов и бесспорный лидер правого блока в Израиле. При этом, по мнению Самухи, сторонники бибизма поддерживают усиление еврейского характера государства за счет его демократического характера, стремясь к уменьшению власти так называемых «привратников» (судей, чиновников и силовиков).
Рогель Альпер в газете «Гаарец» утверждает, что основные постулаты бибизма заключаются в том, что:
1. Холокост никогда по-настоящему не закончился, и Израиль постоянно борется за то, чтобы предотвратить его возобновление;
2. Израильская армия практически священна;
3. Палестино-израильский конфликт — это «мы или они», игра с нулевой суммой.

## Использование термина
Термин «бибисты» стал распространяться с 2019 года как отрицательный эпитет по отношению к ярым сторонникам Нетаньяху. Оппоненты политика заявляют, что для «бибизма» характерен культ личности Нетаньяху. Другие, напротив, считают, что вокруг Нетаньяху так и не сложился культ личности, подобный возникшему вокруг Трампа, поскольку израильские правые и поселенцы всегда относились к Нетаньяху с подозрением.
Некоторые сторонники Нетаниягу сами называют себя бибистами.
Обычно «бибизм» ассоциируется с правым политическим лагерем. Вместе с тем, отмечался и рост арабского «бибизма», и даже потенциальная возможность тяготения к нему части левых в связи с тем, что «бибисты» говорят с электоратом на «классовом» языке, и поддержка Нетаньяху находит симпатию среди наиболее слабых слоев (в первую очередь, ультраортодоксов, восточных и эфиопских евреев).

## Статистика
В рамках исследования арабо-еврейских отношений, проведенного социологом профессором Сами Самуха в ноябре 2021 года, был проведен общенациональный опрос более 1500 взрослых евреев, в ходе которого их, среди прочего, спрашивали о степени их идентификации как «бибистов».
Около 7,4 % респондентов назвали себя «полными бибистами», ещё 14,7 % назвали себя «бибистами». 24,4 % заявили, что они «не бибисты», ещё 38,9 % заявили, что они «совсем не бибисты», а 14,5 % не ответили. В общей сложности 22,1 % еврейской общественности назвали себя «бибистами».
Среди респондентов, ответивших на вопрос, 61 % избирателей «Ликуда» назвали себя бибистами, также как и 44 % избирателей религиозных партий, 20 % избирателей правого толка и 1,9 % избирателей других партий.
37 % евреев мизрахим идентифицировали себя как бибисты, а также 19 % ашкеназов, 18 % смешанного происхождения и 19 % евреев русского происхождения. Среди тех, кто назвал себя бибистами, 56 % были мизрахим по происхождению, 26 % — ашкеназим, 10 % — смешанного происхождения, 7 % — русского происхождения.
Вопреки ожиданиям исследователей, исследование не обнаружило существенных различий в идентификации бибистов по параметрам возраста, социально-экономического статуса, образования, степени религиозности, личностной идентичности, государственной идентичности (более еврейской или более демократической) или степени политики безопасности и ястребиной позиции.

## Критика
По словам Йоэля Эстерона, бывшего главного редактора «Едиот ахронот», бибизм характеризуется «нанесением вреда демократическим принципам, преследование политических оппонентов, дестабилизация верховенства закона, коррупцией на государственной службе, жестокостью общественного дискурса и уличным насилием».

## Только не Биби!
«Только не Биби!» (ивр. רק לא ביבי‎ Рак ло Биби) — политическая кампания, идеология и враждебный Нетаньяху политический блок в израильской политике, который объединяет противников «бибизма» в правом и левом лагере. В прессе этот слоган впервые появился в 2007 году в статье в газете Гаарец.